# PowNed
PowNed is een omroepvereniging die programma's maakt voor radio en tv, en deel uitmaakt van het Nederlands publiek omroepbestel. Dominique Weesie is oprichter en voorzitter / hoofdredacteur.

## Oprichting
PowNed is opgericht op 23 december 2008 door GeenStijl en News Media. Op woensdag 7 januari 2009 werd PowNed bij notariële akte opgericht. Dezelfde dag konden geïnteresseerden zich inschrijven als lid van de aspirant-omroepvereniging. GeenStijl meldde een etmaal later dat het reeds 10.000 aanmeldingen had ontvangen en op 25 januari 2009 stond de teller op 25.000 aangemelde leden. PowNed diende voor 1 april 2009 minimaal 50.000 leden te hebben. Dit is een vereiste om als aspirant-lid toe te kunnen treden tot het publieke omroepbestel.
De organisatie haalde in maart 2009 de benodigde 50.000 leden om toe te mogen treden tot het publieke bestel, wat op woensdag 4 november 2009 gebeurde. De eerste uitzending, een aflevering van RobRadio van Rob Stenders, was op 3 september 2010. De eerste televisie-uitzending was een aflevering van het PowNews, op 6 september 2010. PowNed heeft in computertaal ongeveer dezelfde betekenis als owned, dit geeft een uiting van triomf aan. Het backroniem staat voor 'Publieke Omroep Weldenkend Nederland En Dergelijke'. Omroepen in het publieke stelsel dienen onafhankelijk te zijn. PowNed is daarom geen onderdeel meer van News Media, noch van GeenStijl.
Op 18 februari 2016 maakte Weesie bekend dat hij verstrekkende plannen had om de eerste web-only-omroep te worden omdat de kijkcijfers van Studio PowNed, de opvolger van PowNews, met tussen de 130.000 en 200.000 tegenvielen. De huidige Mediawet maakt dat echter onmogelijk.

## Profiel
PowNed schetst zijn levenshouding als "liberaal-kritisch" en daarmee verschillend van "de waardengemeenschappen van de ledengebonden omroepen". De omroep pretendeert als eigenschappen te hebben: "geen binding met links of rechts, rebels, vrijheid centraal stellen, niets voor lief nemen en een allergie hebben voor betutteling en macht". Verder zegt PowNed zich te richten op de netwerkgeneratie van millennials (Generatie Y) en GenZ (Generatie Z).

## Organisatie
Volgens een uittreksel uit het KvK-register van 2009 is Dominique Weesie voorzitter van de omroepvereniging, Jan Bennink secretaris, en is Marianne Zwagerman penningmeester. Zwagerman was 9 jaar directeur digitale media bij de Telegraaf Media Groep. Verder kent de vereniging een Raad van Toezicht. De leden hebben indirecte zeggenschap door de 4-jaarlijkse verkiezing van een 20-koppige ledenraad.

## NFT's
PowNed peilt de interesse van leden en kijkers voor non-fungible tokens (NFT's) die 'legendarische stukjes PowNed-content' representeren, en die de omroep zou kunnen verkopen. Het Commissariaat voor de Media houdt het in de gaten, mogelijk worden er voorwaarden aan gesteld, of wordt het verboden.

## Beeldmerk

2009 – 2019
2019 – heden